# فرنسيسكو خوسيه مارتينيز
فرنسيسكو خوسيه مارتينيز (بالإسبانية: Francisco José Martínez Pérez)‏ هو دراج إسباني، ولد في 14 مايو 1983 في تشوريانا دي لا فيغا في إسبانيا.

## وصلات خارجية
- فرنسيسكو خوسيه مارتينيز بيريز على موقع الاتحاد الدولي للدراجات (الإنجليزية)
- فرنسيسكو خوسيه مارتينيز بيريز على موقع أرشيف الدراجات (الإنجليزية)
- فرنسيسكو خوسيه مارتينيز بيريز على موقع إحصائيات الدراجات الإحترافية (الإنجليزية)